# Synagoga w Libercu
Synagoga w Libercu (cz. Synagoga v Liberci) – nieistniejąca synagoga, która znajdowała się w Libercu, w Czechach, przy ulicy Rumjancevova.
Synagoga została zbudowana w latach 1887–1889 według projektu architekta Karla Königa. Była to budowla w stylu neorenesansowym z wieżą zakończoną kopuła. W 1895 roku połączono jej okolice mostem z obszarem wokół teatru i rynku. 
Podczas nocy kryształowej z 9 na 10 listopada 1938 roku, bojówki hitlerowskie spaliły synagogę. Po zakończeniu II wojny światowej nie została odbudowana. Na terenie po niej urządzono parking, a w latach 1997–2001 wzniesiono bibliotekę oraz nową synagogę.